# Johann Josef Schunck
Johann Josef Schunck, alternativ auch Johann Joseph Schunck (* 19. Mai 1849 in Klotten; † 11. Juni 1893 in Bonn) war ein deutscher Schieferhandelsunternehmer und Weingroßhändler.

## Leben
Johann Josef Schunk ist ein Nachkomme des aus Bruttig stammenden Weinhändlers, Guts- und Schiefergrubenbesitzers Johann Schunk (1817–1896). Verheiratet war J.J. Schunck mit der aus Cochem stammenden Betty Schunck geb. Hirsch (1850–1926). Aus dieser Ehe ging die in Cochem geborene Tochter Gisela Schunck (1886–1981) hervor. Ein Enkelkind der beiden und Sohn der später verheirateten Gisela Cibis, ist der deutsche Schriftsteller Bernd Cibis.

## Schieferhandel
Um 1875 übernahm J. J. Schunck die Leitung des im Jahre 1815 in Klotten gegründeten Schieferhandelsunternehmen. Die Firma Schunck besaß Schiefergruben bei Laubach und Müllenbach, die sie ab 1815 auch selbst nutzten. Bald darauf begannen sie auch in den Schieferhandel einzusteigen. Das Schunck´sche Schieferhandelsunternehmen nutzte ab 1881/82 die Schiefergrube Bausberg I bei Kehrig als unterirdisches Stollenbergwerk. Nach der Eröffnung der Bahnstrecke von Mayen nach Gerolstein im Jahre 1895 erfuhr diese Schunck´sche Grube einen bedeutenden Aufschwung, da der aufwendige Transport des Schiefers mit Pferdefuhrwerken nach dem entfernt gelegenen Klotten entfallen konnte. In Klotten wurde der Schiefer zum weiteren Transport auf Schiffe in Ginster und Strohzwischenlagen verladen. Aus diesem Grund wurde der Schiefer auch als Clottener Leyen bezeichnet. Dieser Name war über hundert Jahre eng verbunden mit dem heimischen Schieferbergbau. Die Produkte galten als von bester Qualität und Haltbarkeit und waren auf allen Schiefermärkten in der Rheinprovinz geschätzt. Zur gleichen Zeit nahm das Unternehmen auch die Schieferförderung in der Grube Wernerseck bei Masburg auf, jedoch gab man diese im Jahre 1900 wieder auf.
Als der Schieferumschlagsplatz in Klotten durch den Schiefertransport per Bahn zunehmend an Bedeutung verlor, verlegte er das Schieferhandelsunternehmen Johann Schunck Söhne (Inhaber Joseph und Wilhelm Schunck) ab dem Jahre 1891/92 nach Bonn. In Bonn befand sich in dieser Zeit einer der größten Schieferabsatzmärkte. 1899 war die Firma Schunck maßgeblich am Zusammenschluss verschiedener privater Grundbesitzer beteiligt, die im Anschluss daran den Namen Mariaschacht und Dachschieferwerk trugen. 1926 wurden diese beiden großen Schiefergruben zusammengelegt. Hauptgesellschafter der Mariaschacht GmbH blieb die Firma Schunck, bis diese im Jahre 1937 aufgelöst und von der Firma J.B. Rathscheck-Söhne in Mayen übernommen wurde.

## Weinhandel
Neben dem Schieferhandel betrieb Johann Josef Schunck auch eine Weingroßhandlung. Im Jahre 1888 berichtet die Deutsche Weinzeitung, dass die Weinhandlung in Cochem von Carl Thielecke übernommen worden ist, da Joseph Schunck seinen Wohnsitz von Cochem nach Bonn verlegt hätte.